# جبل دكبوش

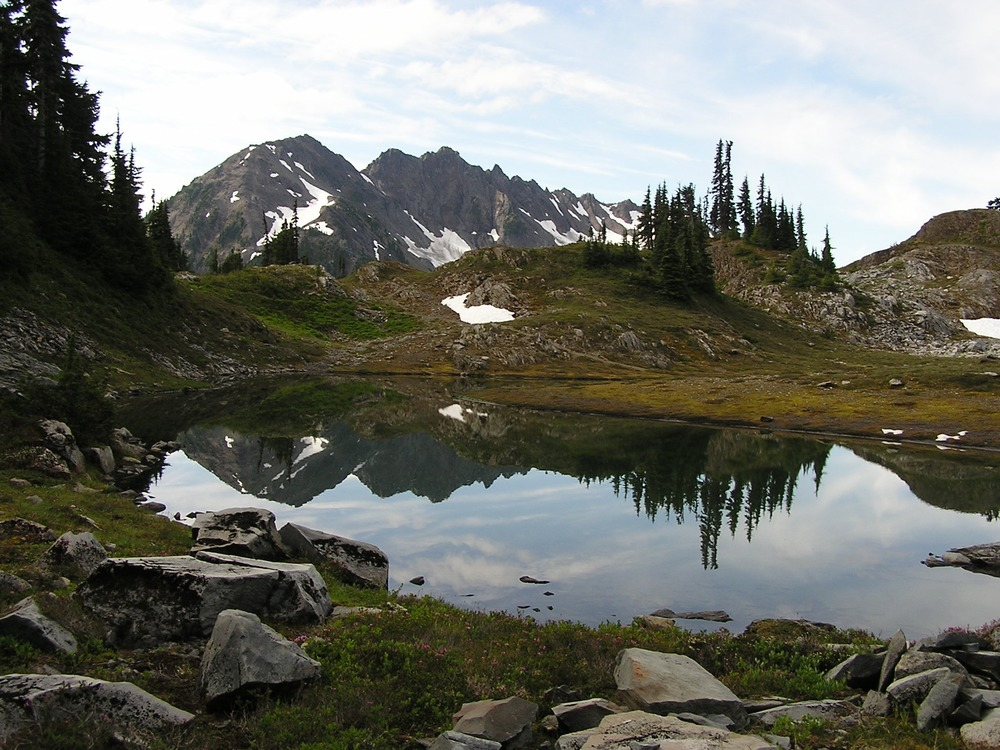
جبل دكبوش

جبل دكبوش هو جبل ذو قمة تبلغ ارتفاعها 6254 قدمًا (1906 مترًا)، ويقع في المتنزه الأولمبي الوطني، في الجبال الأولمبية، بولاية واشنطن. تشمل منابع نهر دكبوش المنحدرات الشمالية الغربية لجبل دوكابوش.

## المناخ
استنادًا إلى تصنيف كوبن للمناخ، يقع جبل دكبوش في منطقة ذات مناخ ساحلي غربي في غرب أمريكا الشمالية. وتنشأ مُعظم جبهات الطقس الهوائية في المحيط الهادئ، وتنتقل نحو الشمال الشرقي نحو الجبال الأولمبية. كلما اقتربَت الجبهات، فإنها تبدأ بالارتفاع بسبب قمم النطاق الأولمبي، مما يتسبب في إسقاط رطوبتهم في شكل مطر أو تساقط ثلوج (غيوم بيرقية). نتيجةً لذلك، تشهد المنطقة الأولمبية هطول أمطار غزيرة، خاصةً خلال أشهر الشتاء. فخلال أشهر الشتاء، يكون الطقس غالبًا غائمًا، ولكن بسبب أنظمة الضغط المرتفع فوق المحيط الهادئ التي تشتد خلال أشهر الصيف، غالبًا ما يكون هناك القليل من الغطاء السحابي أو لا يوجد أي غطاء على الإطلاق خلال فصل الصيف.

## طالِع أيضًا
- قائمة جبال الولايات المتحدة

## وصلات خارجية
- "Mount Duckabush". نظام معلومات الأسماء الجغرافية, U.S. Geological Survey.
- قالب:Cite summitpost